# XISBN
xISBN ist eine als Webservice realisierte Programmierschnittstelle, die anhand einer Internationalen Standardbuchnummer (ISBN) Informationen zu verschiedenen Ausgaben und Auflagen eines Werkes liefert. Diese unterschiedlichen Ausgaben oder Auflagen eines Werkes kann man im Sinne des FRBR-Modells auch als „Manifestationen“ bezeichnen. xISBN ist also eine Ausweitung der gezielten ISBN-Abfrage in einer bibliographischen Datenbank auf andere Ausgaben oder Auflagen ebendieses Werkes. xISBN verbindet damit die gezielte Einzelsuche nach einem Werk mit dem FRBR-Modell.

## Funktionsumfang
xISBN wurde Anfang 2007 von OCLC als API (Application Programming Interface = Programmierschnittstelle) entwickelt. Es greift auf die bibliographischen Daten von WorldCat zu und ermöglicht den Zugriff auf diesen Katalog nach dem FRBR-Modell auf der Ebene der Manifestation. Das Ziel ist es also, ausgehend von einer vorhandenen ISBN eine Liste von FRBR-Manifestationen des gesuchten Werkes zu liefern (beispielsweise alle Übersetzungen, Neuauflagen, Hardcover oder Taschenbuchausgaben, verfilmte Versionen und Hörbücher). Die xISBN-API eignet sich zur Einbindung in andere Anwendungskontexte im Sinne eines Mashup.
Mit xISBN kann das Folgende recherchiert werden:
- Metadaten über verschiedene Ausgaben eines bestimmten Buchtitels
- alle Versionen eines bestimmten Titels im Bestand des WorldCat mit zurzeit 23 Millionen ISBNs
- sämtlichen Manifestationen eines Werkes im WorldCat

## xISBN und FRBR
Angezeigt werden:
- Metadaten-Elemente wie Autor, Titel, Ort, Jahr, vorliegende Sprache, Library-of-Congress-Nummer, OCLC-Nummer.
- alle Manifestationen im Sinne der FRBR[1] (unabhängig von 10-ISBN oder 13-ISBN).
- Informationen zur analogen Verfügbarkeit von Medien (im FRBR-Modell als Items bezeichnet) in einer besitzenden Bibliothek.
- Informationen zur digitalen Verfügbarkeit von Online-Ressourcen.
- Ersteditionen für ältere Werke auch ohne ISBN.

## xISBN und WorldCat
Im WorldCat von OCLC können zurzeit über 23 Millionen ISBNs abgefragt werden.
Die Suche nach dem Titel „Robinson Crusoe“ liefert beispielsweise 916 Treffer an unterschiedlichen Manifestationen im Sinne der FRBR.
Anwendungsbeispiel: HEIDI (Katalog der Universitätsbibliothek Heidelberg)